# Campionati del mondo di ciclismo su strada 2003 - Gara in linea maschile Elite
La gara in linea maschile Elite dei Campionati del mondo di ciclismo su strada 2003 si tenne il 12 ottobre 2003 in Canada, nei dintorni di Hamilton. La gara fu vinta dallo spagnolo Igor Astarloa, che concluse i 260,4 km di gara in 6h30'19" alla media di 40,029 km/h. Completarono il podio l'altro spagnolo Alejandro Valverde e il belga Peter van Petegem.
Partenza con 180 ciclisti, dei quali 112 completarono la gara.

## Squadre e corridori partecipanti
| N.      | Cod. | Squadra         |
| ------- | ---- | --------------- |
| 1-12    | ITA  | Italia          |
| 13-19   | AUS  | Australia       |
| 20-31   | DEU  | Germania        |
| 32-35   | SVN  | Slovenia        |
| 36-47   | FRA  | Francia         |
| 48-49   | EST  | Estonia         |
| 50      | NZL  | Nuova Zelanda   |
| 51-54   | CZE  | Repubblica Ceca |
| 55-58   | DEN  | Danimarca       |
| 59-63   | AUT  | Austria         |
| 64-75   | USA  | Stati Uniti     |
| 76-79   | POR  | Portogallo      |
| 80-91   | BEL  | Belgio          |
| 92-98   | RUS  | Russia          |
| 99-110  | NED  | Paesi Bassi     |
| 111-114 | POL  | Polonia         |
| 115-116 | LUX  | Lussemburgo     |
| 117-118 | LAT  | Lettonia        |

| N.      | Cod. | Squadra       |
| ------- | ---- | ------------- |
| 119-126 | UKR  | Ucraina       |
| 127     | BLR  | Bielorussia   |
| 128     | JPN  | Giappone      |
| 129-133 | COL  | Colombia      |
| 134-145 | SUI  | Svizzera      |
| 146-147 | MDA  | Moldova       |
| 148     | LTU  | Lituania      |
| 149-160 | ESP  | Spagna        |
| 161-162 | NOR  | Norvegia      |
| 163     | CRO  | Croazia       |
| 164-167 | GBR  | Gran Bretagna |
| 168-169 | HUN  | Ungheria      |
| 170     | IRL  | Irlanda       |
| 171-172 | KAZ  | Kazakistan    |
| 173-174 | RSA  | Sudafrica     |
| 175-178 | CAN  | Canada        |
| 179-180 | SWE  | Svezia        |

## Ordine d'arrivo (Top 10)
| Pos. | Corridore          | Squadra     | Tempo    |
| ---- | ------------------ | ----------- | -------- |
| 1    | Igor Astarloa      | Spagna      | 6h30'19" |
| 2    | Alejandro Valverde | Spagna      | a 5"     |
| 3    | Peter Van Petegem  | Belgio      | s.t.     |
| 4    | Paolo Bettini      | Italia      | s.t.     |
| 5    | Michael Boogerd    | Paesi Bassi | a 6"     |
| 6    | Bo Hamburger       | Danimarca   | s.t.     |
| SQ   | Michael Barry      | Canada      | s.t.     |
| 8    | Luca Paolini       | Italia      | a 12"    |
| 9    | Óscar Freire       | Spagna      | s.t.     |
| 10   | Janek Tombak       | Estonia     | s.t.     |